# Снігурівська вулиця (Київ)
Снігурі́вська ву́лиця — зникла вулиця, що існувала в Дарницькому районі міста Києва, місцевість Позняки. Пролягала від Батуринської вулиці до вулиці Олени Ковальчук.

## Історія
Виникла в середині XX століття під назвою Нова. Назву Снігурівська вулиця набула 1955 року.
Ліквідована у 1980-ті роках через часткове знесення забудови села Позняки та переплануванням місцевості.